# Cantone di Pont-de-Chéruy
Il Cantone di Pont-de-Chéruy era una divisione amministrativa dell'arrondissement di Vienne.
A seguito della riforma approvata con decreto del 18 febbraio 2014, che ha avuto attuazione dopo le elezioni dipartimentali del 2015, è stato soppresso.

## Composizione
Comprendeva i comuni di:
- Anthon
- Charvieu-Chavagneux
- Chavanoz
- Janneyrias
- Pont-de-Chéruy
- Villette-d'Anthon